# Tristan (Bâtard de Beaufort)
Pour les articles homonymes, voir Tristan.

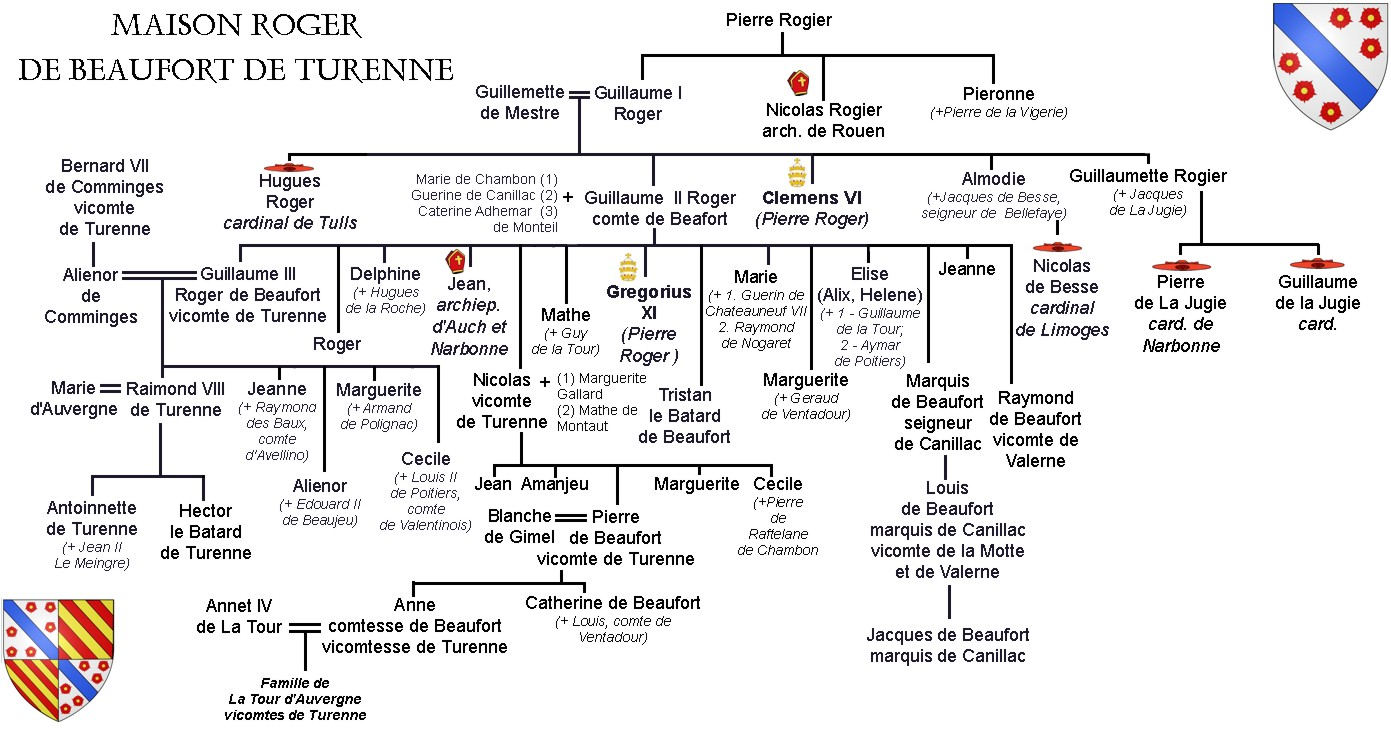
Arbre généalogique des Roger de Beaufort

Tristan, le Bâtard de Beaufort (v.1335-1395), chevalier, capitaine pontifical, fils naturel de Guillaume II Roger, comte de Beaufort, demi-frère de Grégoire XI et oncle de Raymond de Turenne. 

## Biographie

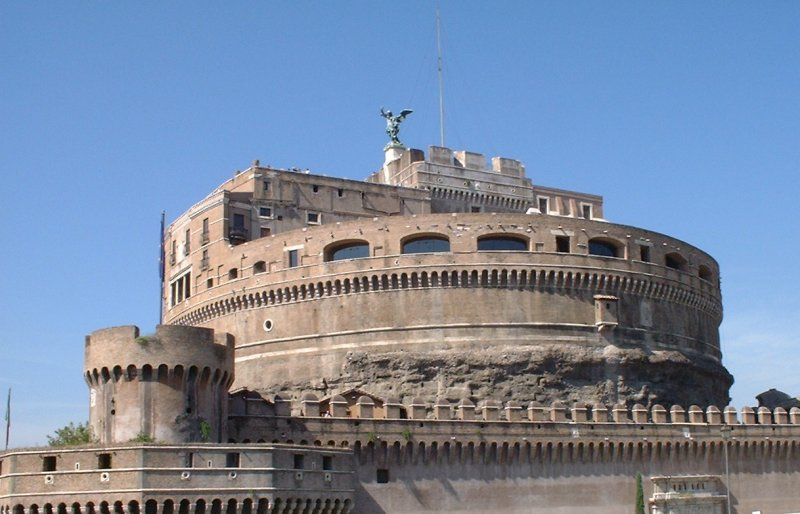
Le château Saint-Ange qui fut tenu par les troupes pontificales d'Avignon de mai 1378 à juillet 1379 au début du grand schisme d'Occident

Tristan vécut obscurément dans l’ombre de son père jusqu’à la fin des années 1370. Il résidait soit à Beaufort-en-Vallée, soit à Alès ou à Cornillon, dans la vallée de la Cèze. 

### Le lieutenant de Raymond de Turenne
Il n’apparaît qu’en septembre 1376 lorsque Grégoire XI quitta Avignon pour rejoindre Rome. Il fut alors l’un des lieutenants de son neveu Raymond de Turenne, qui commandait en chef les troupes pontificales. 
En mai 1378, à Rome, sur ordre du capitaine pontifical, Tristan et son beau-frère Hugues de la Roche occupèrent et défendirent le château Saint-Ange. Avec d’autres fidèles du vicomte, ils résistèrent au blocus des soudoyés d’Urbain VI jusqu’en juillet 1379.

### Au service du vicomte de Valernes
Après la mort du comte de Beaufort en 1380, son demi-frère Guillaume III Roger de Beaufort, vicomte de Turenne, lui attribua la charge de leur autre demi-frère Raymond de Beaufort, vicomte de Valernes, âgé alors de 16 ans. 
C’est à ce titre que le 8 juin 1385, qu’il accompagna, à Avignon, le jeune vicomte pour rendre hommage à Marie de Blois, régente du comté de Provence, et à son fils Louis II d'Anjou. 
Deux ans plus tard, le 2 février, le vicomte de Turenne, envoya Tristan à Apt pour défendre les intérêts de son pupille Raymond auprès de Marie de Blois. Le résultat ne se fit pas attendre. Le 10 août 1387, la régente confisqua à Raymond de Turenne son fief de Saint-Rémy-de-Provence. La réponse du fougueux vicomte se fit les armes à la main. 

### Tristan et Raymond de Turenne ravagent la Valdaine…

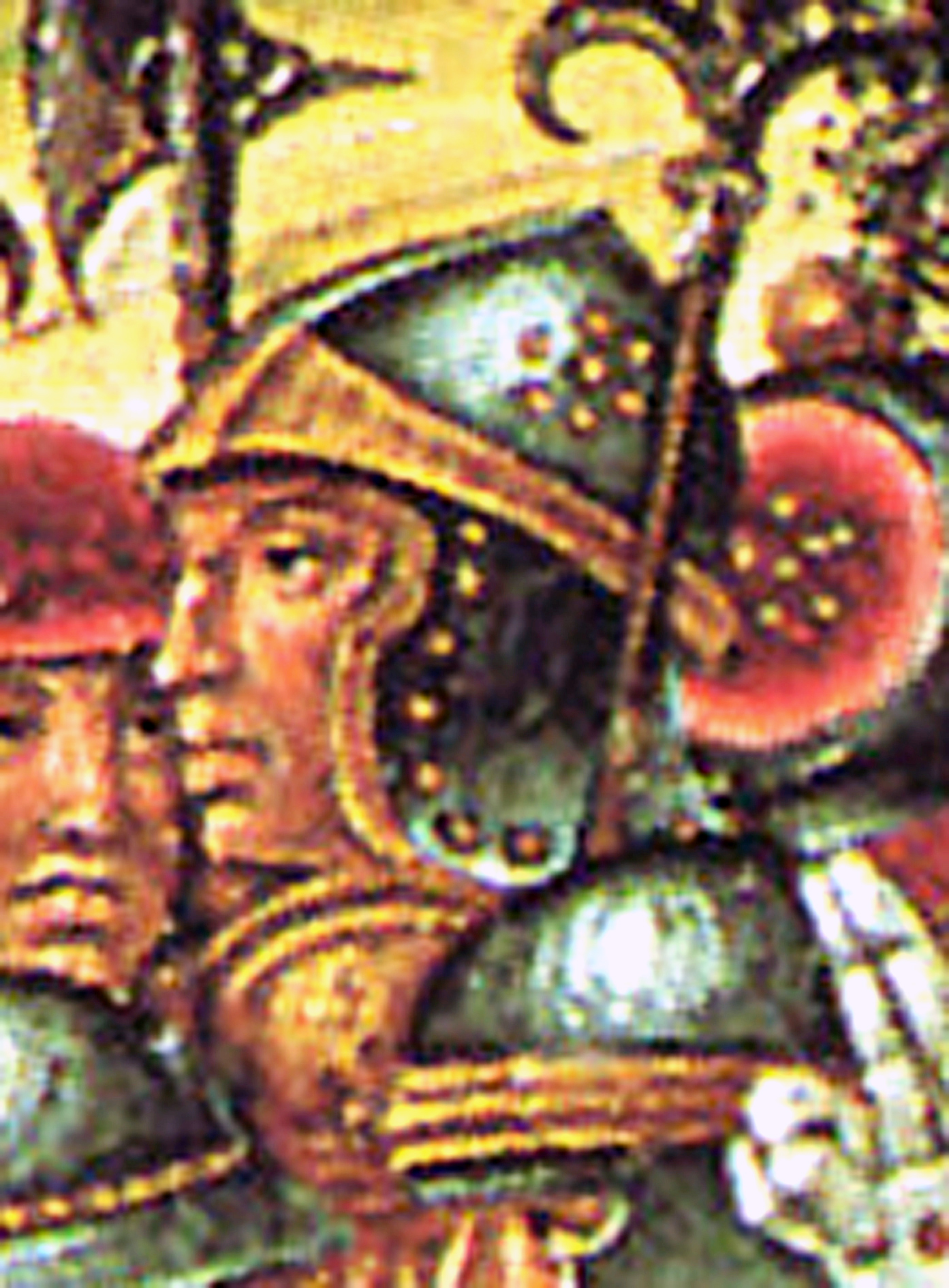
Raymond de Turenne
par Girolamo di Benvenuto
fresque de l’Ospedale Santa-Maria della Scala à Sienne

Pour ajouter de l’huile sur le feu, Clément VII, au cours de l’automne 1388, convainquit Louis II de Poitiers-Valentinois de mettre la main sur les possessions d’Alix la Major, tante de Raymond de Turenne. Ce fut alors que Tristan, lassé de faire la nourrice sèche, rejoignit sa sœur pour défendre ses intérêts manu militari. 
Le pape d’Avignon, qui voulait la guerre, dès le 10 janvier 1389, avait concentré à Valence ses troupes recrutées dans le Genevois, la Savoie et le Dauphiné. 
Raymond de Turenne jugea nécessaire et utile de faire savoir à sa Sainteté qu’il appréciait peu qu’il osât se mêler de ses affaires familiales et qu’il était grand temps de lui faire comprendre de se mêler uniquement de celles de son Église. Avec son oncle Tristan, il entra dans la Valdaine, reprit d'assaut Châteauneuf-de-Mazenc, Savasse et le péage de Leyne.
Puis à la tête de leurs lances, Raymond et Tristan mirent à feu et à sang Rochefort-en-Valdaine, la Roche-Saint-Secret, Félines-sur-Rimandoule, Bourdeaux, Cléon-d'Andran et Saint-Gervais-sur-Roubion. 
L’oncle et le neveu s’attaquèrent ensuite à l’abbaye de Bonlieu, sépulture de la famille de Poitiers, comtes du Valentinois, qui fut pillée et détruite. Entre Allan et Montélimar, se trouvaient les Saintes Fontaines de Bondonneau. Ce fut là que le vieil ermite Jérôme trépassa après avoir été transpercé par l’épée du Bâtard.
Parvenu à Ancône, Raymond de Turenne donna ordre d’aller guerroyer dans les États pontificaux.

### … et le comtat Venaissin

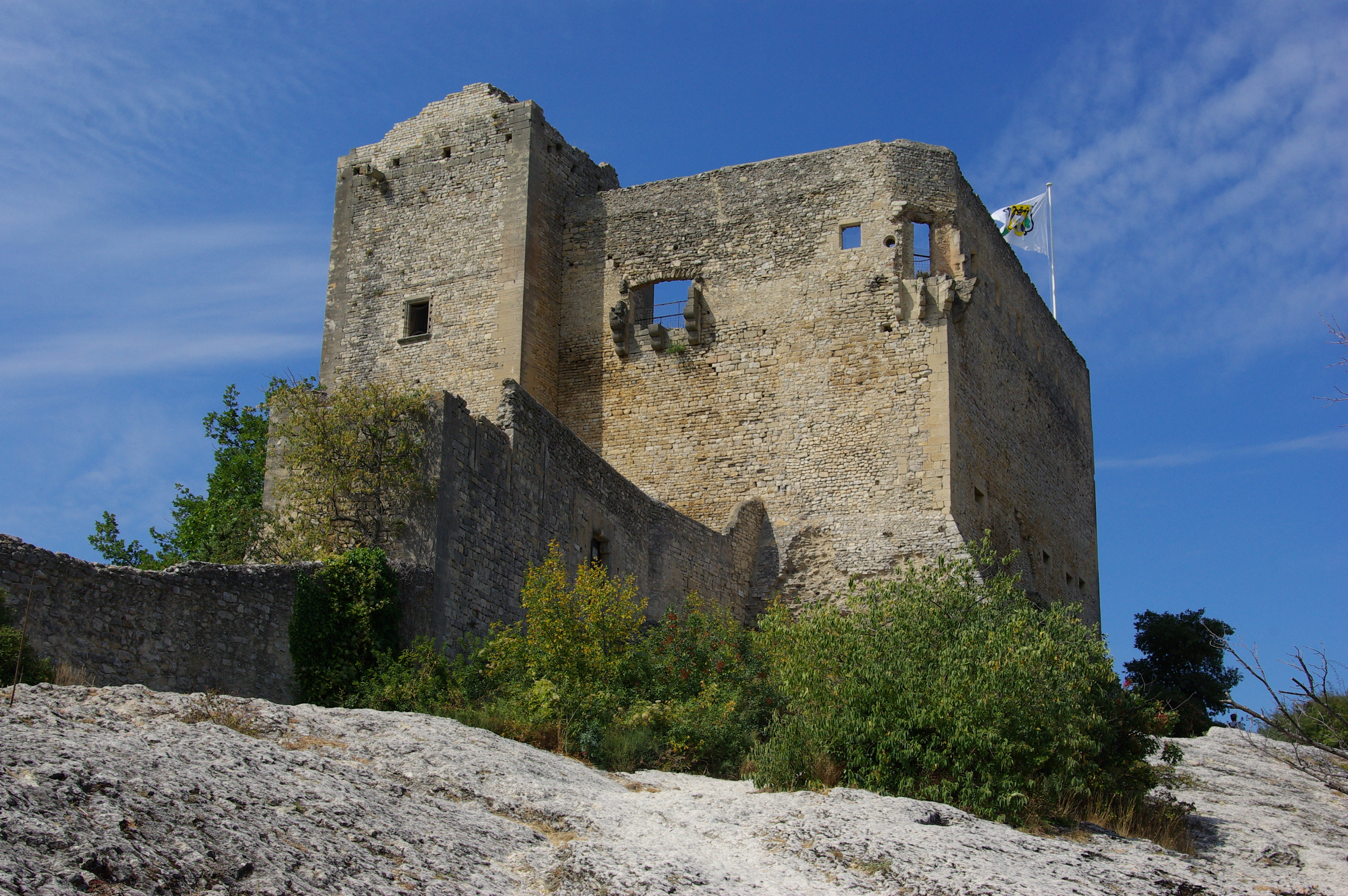
Le château ruiné de Vaison-la-Romaine

Au passage, ses hommes tentèrent de s’emparer de Pierrelatte, fief pontifical. Mais la cité, bien défendue, résista. Ils descendirent ensuite sur Visan qui fut pris et occupé. Sur le territoire de Richerenches, les castellas de Bourboton et de Montaigu, fiefs de Dieudonné d’Estaing, l’évêque de Saint-Paul-les-Trois-Châteaux, furent rasés. À Valréas, sur ordre personnel de Tristan, le couvent des franciscains subit le même sort. 
Turenne et le Bâtard se retournèrent ensuite contre Vaison-la-Romaine qu’ils ravagèrent. Puis, près de Séguret, le village d’Aubusson fut définitivement détruit. Quant à l’église Saint-Nazaire de Beaumes-de-Venise elle resta à jamais ruinée.
Dans le sud du Comtat, le vicomte de Turenne s’en prit à Ménerbes puis à Oppède, fief de son ancien lieutenant Bernardon de la Salle. Le raid se termina enfin à Roquemartine où campait Étienne Augier, dit Ferragut, et ses Tuniques Blanches. Originaire de Saint-André-de-Roquepertuis, dans la vallée de la Cèze, le chef tuchin était une vieille connaissance du Bâtard. Raymond de Turenne transigea avec lui et installa ses troupes dans la forteresse. 
La violence de la riposte de l’oncle et du neveu forcèrent Clément VII à traiter. Son frère Pierre, comte de Genève, et Garin VIII, baron d’Apcher, cousin de Raymond, signèrent une trêve le 20 février 1389, aux Baux-de-Provence. 
Raymond de Turenne, qui avait obtenu un sauf-conduit pour Avignon, imposa que désormais Châteauneuf-de-Mazenc, Savasse et le péage de Leyne resteraient sous la garde de Tristan. Satisfait, il rejoignit ses fiefs languedociens.

### L’affaire du Caire
En Haute-Provence, le 20 juin 1391, Tristan s’empara du château du  Caire, près de la Motte, fief de son neveu le vicomte de Valernes. Il le fit avec la complicité de Raybaudet de Rémuzat, parier du lieu, qui assassina l’autre coseigneur.
Le 28 août 1391, lors d’une assemblée des États du bailliage où étaient représentés les vicomtes de Valernes et de Tallard, le Conseil de Ville de Sisteron insista pour racheter la forteresse et lever le siège. Au début septembre, le Bâtard fit savoir par ses lieutenants qu’il acceptait d’évacuer le château contre une rançon de 1 000 florins. 
Cette péripétie guerrière, en soi anodine, déboucha sur deux traités importants. Le 22 septembre, des pourparlers commencèrent entre Raymond de Turenne et Marie de Blois. Le vicomte était pardonné et retrouvait ses fiefs. Il fut même admis que si le pape l’agressait Madame sera contente qu’il se défende. Seuls Raybaudet de Rémuzat et Étienne Augier, dit Ferragut, meurtriers de nobles, étaient exclus de la paix et condamnés à mort. 
Le second fut imposé par Charles VI lui-même à Clément VII, Louis de Poitiers-Valentinois et Jean de Poitiers, évêque de Valence. Signé le 5 mai 1392, il est connu sous le nom de Paix Perpétuelle de Saint-Rémy. Alix la Major se voyait restituer Châteauneuf-de-Mazenc, Savasse et le péage de Leyne. Raymond de Turenne, pour licencier ses troupes, recevait 30 000 francs et les revenus de l’abbaye de Montmajour à Pertuis. Quant à Clément VII, il devait jurer de ne plus attaquer Guillaume Roger de Beaufort, Alix la Major, Raymond et leurs serviteurs. Seul Tristan le Bâtard était exclu du traité. 

### La guerre privée du Bâtard en Valdaine
Fort déçu par ces accords, le 27 décembre 1393, le Bâtard réinvestit les trois fiefs de Valdaine. Il se mit dès lors  à faire la guerre pour son propre compte. Pour y mettre fin, le 19 février 1394, Pierre Reynaud, supérieur des franciscains de Montélimar, vint à Châteauneuf négocier une trêve. Tristan, grand seigneur, accepta et contre 150 florins, il accorda un cessez-le-feu de trois mois. 
Cela déplut au pape, suzerain de la ville. Sur ses ordres, le 5 avril, Pons de Langeac, Recteur du Comtat, entra dans Montélimar. Tristan, invoqua une rupture de trêve, et reprit les hostilités.  Le 26 mai,  arrivait à la rescousse avec de nouvelles troupes le vice-recteur du Comtat, Guiran VII de Simiane, seigneur de Caseneuve. 
Le 2 juin, Savasse était encerclé et se rendit une semaine plus tard. Ce 9 juin, Jacques de Montmaur, Gouverneur du Dauphiné, fit savoir à Tristan qu’au nom du roi, il était relevé de ses fonctions de péager et de capitaine. 
Le 11 juin, le blocus était mis autour du péage de Leyne qui résista quatre jours. Enfin, le 20 juin commença le siège de Châteauneuf. Le 2 septembre, Tristan tenant toujours, une mine fut creusée sous les fondations du château.
Tout changea le 16 septembre 1394. Après sa messe, Clément VII trépassa d’une crise d’apoplexie. Trois jours plus tard, sur simple injonction du Jacques de Montmaur, Tristan acceptait de rendre Châteauneuf. 
Ses soldats purent décamper pendant la nuit. Et, lui-même, sans être inquiété, s’en fut à Baix rejoindre sa sœur Alix. Ce qui ne l’empêcha point, le 14 novembre d’exiger des Montiliens une rançon pour avoir quitté son nid d’aigle. 
Il y avait eu transaction puisqu’au cours du mois de décembre 1394, Tristan reçut des lettres de rémission du roi de France. Le Conseil de Charles VI fit montre à son égard d’une extrême mansuétude. Dès lors on n’entendit jamais plus parler de lui.